# Droit malgache
Le droit malgache est le droit appliqué à Madagascar durant le régime monarchique et depuis l'indépendance vis-à-vis de la France le 26 juin 1960.

## Sources du droit

### Constitution
L'article 166(1) dispose que la Haute Cour constitutionnelle « statue sur la conformité à la Constitution des traités, des lois, des ordonnances, et des règlements autonomes ». La Constitution est ainsi placée au sommet de la hiérarchie des sources du droit malgache.

### Traités et accords internationaux
Les traités sont négociés et ratifiés par le président de la République. L'article 137 alinéa 3 dispose que « les traités ou accords régulièrement ratifiés ou approuvés ont, dès leur publication, une autorité supérieure à celle des lois, sous réserve, pour chaque accord ou traité, de son application par l’autre partie ». 

### Législation
Selon l’article 68, le Parlement vote la loi. Il se compose de l'Assemblée nationale et du Sénat.
L'article 87 dispose que le Parlement adopte les lois organiques, ordinaires et de finance. 
L'article 88 dispose que les domaines suivants relèvent de la loi organique : « les règles relatives à l’élection du Président de la République ; les modalités de scrutin relatives à l’élection des députés, les conditions d’éligibilité, le régime d’incompatibilité et de déchéance, les règles de remplacement en cas de vacance, l’organisation et le fonctionnement de l’Assemblée nationale ; les modalités de scrutin relatives à l’élection des Sénateurs, les conditions d’éligibilité, le régime d’incompatibilité et de déchéance, les règles de remplacement en cas de vacance, l’organisation et le fonctionnement du Sénat ; les règles régissant les compétences, les modalités d’organisation et de fonctionnement des Collectivités Territoriales Décentralisées, ainsi que celles de la gestion de leurs propres affaires ; l’organisation, la composition, le fonctionnement et les attributions de la Cour Suprême et des trois Cours la composant, celles relatives à la nomination de leurs membres ainsi que celles relatives à la procédure applicable devant elles ; le statut des Magistrats ; l’organisation, le fonctionnement et les attributions du Conseil supérieur de la magistrature ; l’organisation, le fonctionnement, les attributions, la saisine et la procédure à suivre devant la Haute Cour de justice ; l’organisation, le fonctionnement, les attributions, la saisine et la procédure à suivre devant la Haute Cour constitutionnelle ; le Code électoral ; les dispositions générales relatives aux lois de finances ; les dispositions générales relatives aux Marchés publics sur les ressources minières ; les situations d’exception ainsi que les limitations des libertés publiques, individuelles et collectives durant lesdites situations ; et les dispositifs de péréquation destinés à favoriser l’égalité entre les collectivités territoriales ».
L'article 95 fixe le domaine de la loi. En vertu de l'article 95(I), la loi fixe les règles concernant : « les droits civiques et les garanties fondamentales accordés aux individus, associations, partis politiques et à tout autre groupement pour l’exercice des droits et des libertés ainsi que leurs devoirs et obligations ; les relations internationales ; la nationalité ; la Banque centrale et le régime d’émission de la monnaie ; la circulation des personnes ; les règles de procédure civile et commerciale ; les règles de procédure administrative et financière ; la détermination des crimes et délits ainsi que les peines qui leur sont applicables, la procédure pénale, l’amnistie ; les règles relatives aux conflits de lois et de compétences ; la création de nouveaux ordres de juridictions et leurs compétences respectives ainsi que leur organisation et les règles de procédure qui leur sont applicables ; l’organisation de la famille, l’état et la capacité des personnes, les régimes matrimoniaux, les successions et les libéralités ; le régime juridique de la propriété, des droits réels, des obligations civiles et commerciales et les conditions dans lesquelles les biens peuvent faire l’objet d’expropriation ou de réquisition pour cause de nécessité publique ou de transfert de propriété à l’État ; la création de catégorie d’établissements publics ; le statut et le régime d’autonomie des Universités, ainsi que le statut des enseignants de l’enseignement supérieur ; Les grandes orientations de valorisation de l’enseignement primaire et secondaire ; les ressources stratégiques ; l’organisation et le fonctionnement des Collectivités territoriales décentralisées ; les statuts particuliers de la capitale de la République, de certaines portions du territoire national, des palais d’État et autres bâtiments relevant du domaine de l’État, des ports et de leurs réseaux d’éclatement, des aéroports et le régime des ressources marines ; la nature, l’assiette et le taux maximum des impôts et taxes des collectivités territoriales décentralisées. le Conseil de l’Ordre national [malgache] ; l’urbanisme et l’habitat ; les conditions de jouissance de terrains par les étrangers ; les conditions de transfert à l’État de terrains non mis en valeur ; [et] l’organisation, le fonctionnement et les attributions de l’Inspection générale de l’État et des autres organes de contrôle de l’administration ».
Enfin, l’article 95(II) précise que la loi fixe les règles : « de l’organisation de la défense nationale et de l’utilisation des Forces armées ou des Forces de l’ordre par les autorités civiles ; du statut général des fonctionnaires civils et militaires de l’État et des fonctionnaires territoriaux ; du droit du travail, du droit syndical, du droit de grève et de la prévoyance sociale ; des transferts de propriété d’entreprise ou d’organisme du secteur public au secteur privé et inversement ; de l’organisation ou du fonctionnement de différents secteurs d’activité juridique, économique, sociale et culturelle ; [et] de la protection de l’environnement ».

### Règlements autonomes
L'article 97 dispose que les matières qui ne sont pas du domaine de la loi ont un caractère réglementaire. 

## Organisation juridictionnelle

### Cour suprême
La Cour suprême de Madagascar est la juridiction supérieure de l’État en matière judiciaire, administrative, et financière. Elle comprend la Cour de cassation, le Conseil d’État et la Cour des comptes.

#### Cour de cassation
La Cour de cassation veille à l’application de la loi par les juridictions de l’ordre judiciaire. Elle statue sur les pourvois en cassation formés contre les décisions rendues en dernier ressort par ces juridictions.

#### Conseil d’État
Le Conseil d’État juge les recours en annulation des actes des autorités administratives, les recours de pleine juridiction pour les faits dommageables occasionnés par les activités de l’administration, les réclamations contentieuses en matière fiscale. Il connaît en appel du contrôle de la légalité des actes des autorités des provinces autonomes et des collectivités territoriales décentralisées. Enfin, il statue en appel ou en cassation sur les décisions rendues par les tribunaux administratifs ou les juridictions administratives spécialisées.

#### Cour des comptes
La Cour des comptes  juge les comptes des comptables publics ; contrôle l’exécution des lois de finances et des budgets des organismes publics ; contrôle les comptes et la gestion des entreprises publiques ; statue en appel des jugements rendus en matière financière par les juridictions ou les organismes administratifs à caractère juridictionnel ; et assiste le Parlement et le Gouvernement dans le contrôle de l’exécution des lois de finances.

### Haute Cour de justice
La Haute Cour de justice peut juger des actes de haute trahison, de violation grave, ou de violations répétées de la Constitution, de manquement à des devoirs manifestement incompatible avec l’exercice du mandat de président de la République. Dans le cadre de leur fonction, les Présidents des Assemblées parlementaires, le Premier ministre, les autres membres du Gouvernement et le Président de la Haute Cour constitutionnelle sont pénalement responsables, devant la Haute Cour de justice, des actes accomplis dans l’exercice de leurs fonctions et qualifiés crimes ou délits au moment où ils ont été commis.

### Haute Cour constitutionnelle
La Haute Cour constitutionnelle contrôle la conformité à la Constitution des traités, des lois, des ordonnances, et des règlements autonomes ; règle les conflits de compétence entre deux ou plusieurs Institutions de l’État ou entre l’État et une ou plusieurs collectivités territoriales décentralisées ou entre deux ou collectivités territoriales décentralisées ; statue sur la conformité à la Constitution et aux lois organiques, des actes à caractère législatif et réglementaires adoptés par les collectivités territoriales décentralisées ; statue sur le contentieux des opérations de référendum, de l’élection du Président de la République et des élections des députés et sénateurs ; et proclame le résultat officiel des élections présidentielles, législatives et des consultations par référendum.

## Sources

## Compléments

### Filmographie
- Histoire vivante du droit malgache, film documentaire réalisé par Denis Rochet, L'Harmattan, Paris, ADAV (distrib.), 2011, 58 min (DVD)